# Anton Reschetnikow
Anton Reschetnikow (russisch Антон Решетников; * 18. Mai 1986) ist ein ehemaliger russischer Radrennfahrer.
Anton Reschetnikow konnte 2003 das Juniorenrennen Trofeo Karlsberg für sich entscheiden, nachdem er im Vorjahr die Wertung des jüngeren Jahrgangs gewann. Im Jahr 2006 gewann er eine Etappe des U23-Etappenrennens Giro di Toscana, bei dem er auch Zweiter der Gesamtwertung wurde. In der Saison 2007 konnte Reschetnikow das italienische Elite-Eintagesrennen Gran Premio Industrie del Marmo für sich entscheiden.
Anschließend wurde Reschetnikow zunächst als Gesamtsieger des UCI-Nations’-Cup-U23-Wettbewerbs GP Tell geehrt. Der Sieg wurde jedoch gestrichen, da er wegen Dopings für ein Jahr ab Juni 2007 gesperrt wurde.

## Erfolge
2003
- Gesamtwertung Trofeo Karlsberg

2006
- eine Etappe Giro di Toscana (U23)

2007
- Gran Premio Industrie del Marmo
- Gesamtwertung Grand Prix Tell[2]